# Distrito de Liptovský Mikuláš
El distrito de Liptovský Mikuláš (en eslovaco Okres Liptovský Mikuláš) es una unidad administrativa (okres) de Eslovaquia Central, situado en la región de Žilina, con 73 984 habitantes (en 2001) y una superficie de 1323 km². Su capital es la ciudad de Liptovský Mikuláš.

## Demografía
| Año        | 1994   | 2004    | 2014    | 2024    |
| ---------- | ------ | ------- | ------- | ------- |
| Población  | 74 566 | 73 549  | 72 513  | 71 186  |
| Diferencia |        | −1,36 % | −1,40 % | −1,83 % |

| Año        | 2023   | 2024    |
| ---------- | ------ | ------- |
| Población  | 71 405 | 71 186  |
| Diferencia |        | −0,30 % |

## Ciudades (población año 2017)
- Liptovský Hrádok 7528
- Liptovský Mikuláš (capital) 31 345

## Municipios
- Beňadiková 508
- Bobrovček 175
- Bobrovec 1919
- Bobrovník 137
- Bukovina 102
- Demänovská Dolina 301
- Dúbrava 1222
- Galovany 266
- Gôtovany 456
- Huty 173
- Hybe 1471
- Ižipovce 89
- Jakubovany 366
- Jalovec 294
- Jamník 455
- Konská 213
- Kráľova Lehota 590
- Kvačany 539
- Lazisko 400
- Liptovská Anna 86
- Liptovská Kokava 963
- Liptovská Porúbka 1175
- Liptovská Sielnica 594
- Liptovské Beharovce 74
- Liptovské Kľačany 387
- Liptovské Matiašovce 312
- Liptovský Ján 1070
- Liptovský Ondrej 614
- Liptovský Peter 1340
- Liptovský Trnovec 553
- Ľubeľa 1102
- Malatíny226
- Malé Borové 127
- Malužiná 241
- Nižná Boca 163
- Partizánska Ľupča 1236
- Pavčina Lehota 388
- Pavlova Ves 263
- Podtureň 1090
- Pribylina 1323
- Prosiek 203
- Smrečany 653
- Svätý Kríž 807
- Trstené 228
- Uhorská Ves 488
- Vavrišovo 697
- Važec 2376
- Veľké Borové 48
- Veterná Poruba 379
- Vlachy 606
- Východná 2139
- Vyšná Boca 104
- Závažná Poruba 1284
- Žiar 451